# Норвиярви
Норвиярви, Нуолуттиярви — пресноводное озеро на территории Калевальского городского поселения Калевальского района Республики Карелии.

## Общие сведения
Площадь озера — 4,4 км². Располагается на высоте 119,7 метров над уровнем моря.
Форма озера лопастная. Берега изрезанные, каменисто-песчаные.
С южной стороны озера вытекает река Норвийоки, впадающая в озеро Среднее Куйто.
В озере расположено не менее четырёх безымянных островов различной площади.
К юго-западу от озера проходит автодорога местного значения 86К-40 («Объезд п. Калевала»).
Код объекта в государственном водном реестре — 02020000811102000004869.